# Beffu-et-le-Morthomme
Beffu-et-le-Morthomme – miejscowość i gmina we Francji, w regionie Grand Est, w departamencie Ardeny.
Według danych na rok 1990 gminę zamieszkiwało 60 osób, a gęstość zaludnienia wynosiła 11 osób/km².

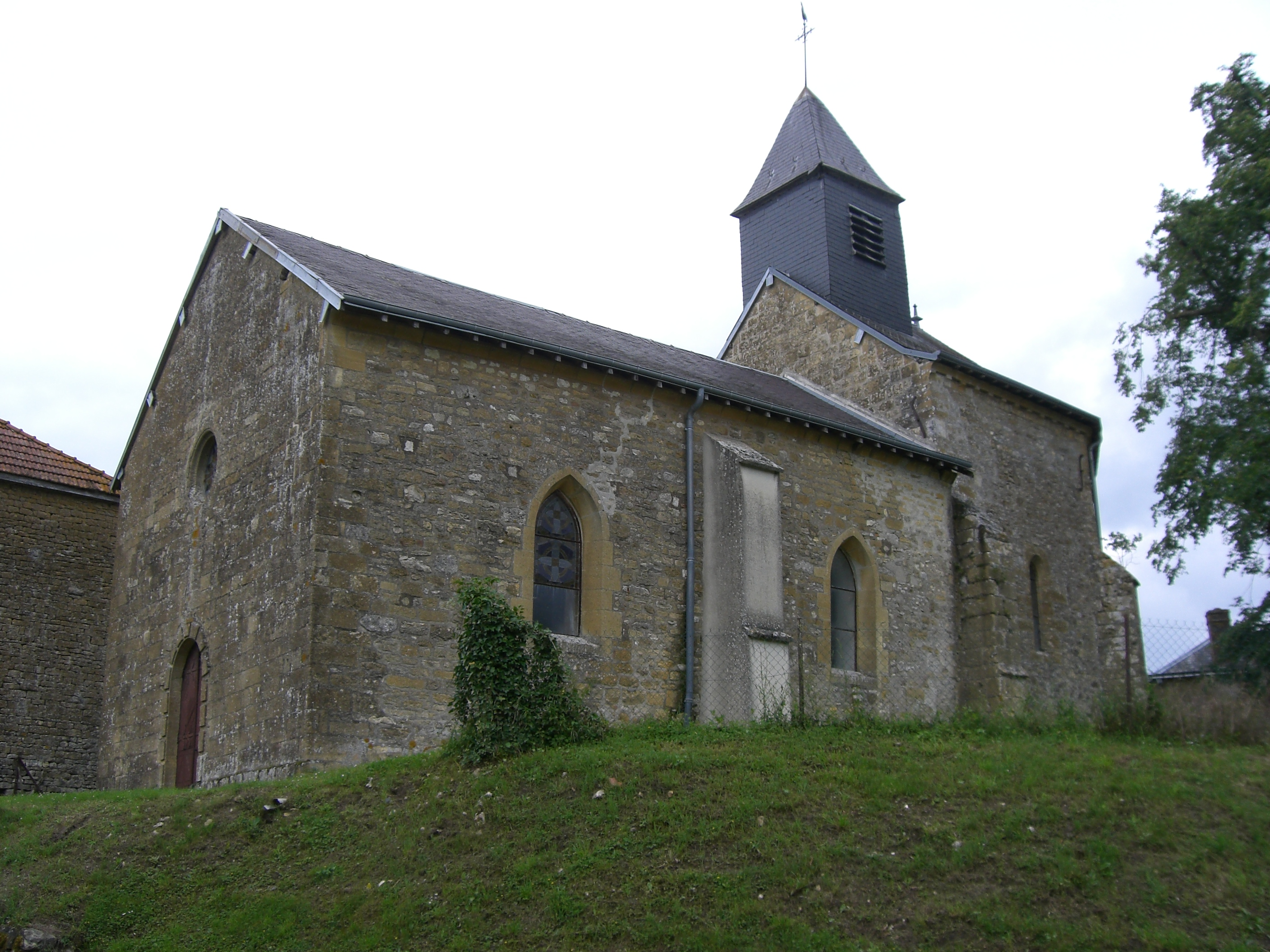
Kościół w Beffu-et-le-Morthomme, 2007